# Antoine d'Appiano
Antoine d'Appiano (en italien : Antonio d'Appiano), actif entre 1470 et 1483,  était, durant les guerres de Bourgogne, l'ambassadeur du duché de Milan auprès de la duchesse de Savoie.

## Biographie
Antoine d'Appiano né probablement à Appiano dans une famille de juristes, médecins et diplomates. Sa date de naissance est inconnue, comme celle de sa mort, il n'existe à l'heure actuelle aucun document biographique sur sa jeunesse, néanmoins le ton et le style de ses correspondances attestent d'une solide formation juridique et littéraire.
Galéas Marie Sforza  lui confie ponctuellement des missions au duché de Savoie, mais finalement il reste à la cour pendant environ vingt ans, se déplaçant entre Turin, Grenoble, Suze et Genève.  
Il est envoyé une première fois à Turin en janvier 1470, réussissant à conclure avec les frères Philippe, Jacques et Jean-Louis de Savoie un traité sur la base duquel les trois passeraient au service de Galéas Marie Sforza et Philippe de Bresse deviendrait son lieutenant en Savoie, Bourgogne et Milanais. Les chapitres de l'accord ont été ratifiés par le duc de Milan le 20 août 1470.
Le 1er juillet 1471, de nouveau à la cour de Savoie, il négocie un traité d'alliance entre le duché de Milan et la duchesse Yolande de Savoie, sœur du roi de France Louis XI. L'accord ne fut pas finalisé et Antoine d'Appiano reçut l'ordre de rester auprès de la duchesse afin de la conserver dans le giron politique milanais et de l'aider à faire face à la rébellion de Philippe Sans Terre.
Après la mort d'Amédée IX (30 mars 1472) et la régence de la duchesse, selon le vote de l'assemblée des états généraux convoquée à Vercelli, Antoine d'Appiano tenta vainement de ratifier le traité d'alliance de juillet 1471 et ses tentatives afin de soustraire la duchesse à l'alliance avec le duc de Bourgogne furent un échec, ainsi le 8 juin 1473, Yolande retenant que la seule façon de sauver ses terres était de s'allier avec son voisin bourguignon conclut avec celui-ci un traité d'amitié.
En froid avec la duchesse, Antoine d'Appiano, sur ordre de Galéas Sforza, retire les 200 gardes milanaises, réussissant néanmoins à rétablir rapidement l'amitié entre les deux duchés en arrangeant un mariage entre le très jeune duc Philibert et la fille de Galéas, Bianca Maria. Le mariage conclu en janvier 1474 à Milan est célébré à Ivrée en février. Néanmoins, à la suite de la mort de Philibert (22 septembre 1482), Bianca Maria épouse en secondes noces Maximilien Ier du Saint-Empire (1494).
En 1477 il est rappelé à Milan, le 7 janvier 1478 il se rend en mission au Monferrat où il demeure jusqu'au 8 octobre 1479.
Il accomplit ensuite diverses autres missions, avant de retourner à la cour de Savoie qu'il quittera définitivement en février 1489 pour retourner à Milan.
Antoine d'Appiano qui avait été nommé en 1480 secrétaire de la Chancellerie secrète, quitte l'activité politique pour rejoindre l'administration du duché et le 6 janvier 1493 était promu « collatérale générale » et le  il 1er mars « maître des entrées extraordinaires ». 
La date de sa mort est inconnue.